# كريستيان داي
كريستيان داي (بالإنجليزية: Christian Day)‏ هو لاعب اتحاد الرغبي بريطاني، ولد في 24 يونيو 1983 في بلاكبول في المملكة المتحدة.

## وصلات خارجية
- كريستيان داي عل موقع إسبنسكروم (الإنجليزية)
- كريستيان داي على موقع ItsRugby.co.uk (الإنجليزية)